# Notropis ortenburgeri
Notropis ortenburgeri är en fiskart som beskrevs av Hubbs 1927. Notropis ortenburgeri ingår i släktet Notropis och familjen karpfiskar. Inga underarter finns listade i Catalogue of Life.